# Xiphorhynchus guttatoides
El trepador de Lafresnaye (Xiphorhynchus guttatoides), también denominado trepatroncos golianteado (en Ecuador) o trepador de garganta anteada (en Perú), es una especie de ave paseriforme de la familia Furnariidae, subfamilia Dendrocolaptinae, perteneciente al numeroso género Xiphorhynchus. Es nativa del oeste y sur de la cuenca amazónica y de secciones adyacentes del cerrado, en América del Sur. Varios autores y clasificaciones consideran que el presente grupo de subespecies hace parte del trepatroncos pegón Xiphorhynchus guttatus.

## Distribución y hábitat
Se distribuye desde el sureste de Colombia y sur de Venezuela hacia el sur, por el este de Ecuador, este de Perú, hasta el centro de Bolivia, hacia el este por la Amazonia brasileña y ya fuera de ella, hasta el noreste de Brasil; hacia el sur hasta el centro de este país en regiones de cerrado.
Esta especie es considerada común y ampliamente diseminada en sus hábitats naturales: las selvas húmedas y sus bordes, los bosques en galería, localmente también en bosques semi-caducifolios y en manglares, hasta los 700 metros de altitud.

## Descripción
Mide entre 22,5 y 29,5 cm de longitud, y pesa entre 45 y 69 g, es un trepatroncos relativamente grande, junto con el trepatroncos pegón, el mayor miembro del género Xiphorhynchus. Las alas y la cola son rojizas. La cabeza, el manto y las partes inferiores son de color marrón oliva con rayado ante (en las subespecies X. g. guttatoides y X. g. dorbignyanus) o blanco (en X. g. eytoni, X. g. gracilirostris y X. g. vicinalis). El pico es largo, ligeramente curvo, y enganchado en la punta. El pico es principalmente de color cuerno pálido (en X. g. guttatoides y X. g. dorbignyanus) o negruzco (en X. g. eytoni, X. g. gracilirostris y X. g. vicinalis).

## Ecología
El trepatroncos de Lafresnaye es limitado a bosques y selvas. En su área, por lo general el trepador de gran tamaño más común. Es un insectívoro que se alimenta de hormigas, otros insectos y arañas. Se alimenta bajo los árboles, por lo general solo, pero solamente en grupos que siguen a las hormigas guerreras. La especie construye un nido forrado de corteza en el hueco de un árbol o tronco hueco y pone dos huevos blancos.

## Sistemática

### Descripción original
La especie X. guttatoides fue descrita por primera vez por el naturalista francés Frédéric de Lafresnaye en 1850 bajo el nombre científico Nasica guttatoides; su localidad tipo es: «Colombia».

### Etimología
El nombre genérico masculino «Xiphorhynchus» se compone de las palabras del griego «ξιφος xiphos»: espada, y «ῥυγχος rhunkhos»: pico; significando «con pico en forma de espada»;  y el nombre de la especie «guttatoides», es una combinación de la especie X. guttatus y de la palabra del griego «οιδης oidēs»: que se parece, similar, destacando la similitud con aquella especie.

### Taxonomía e historia evolutiva

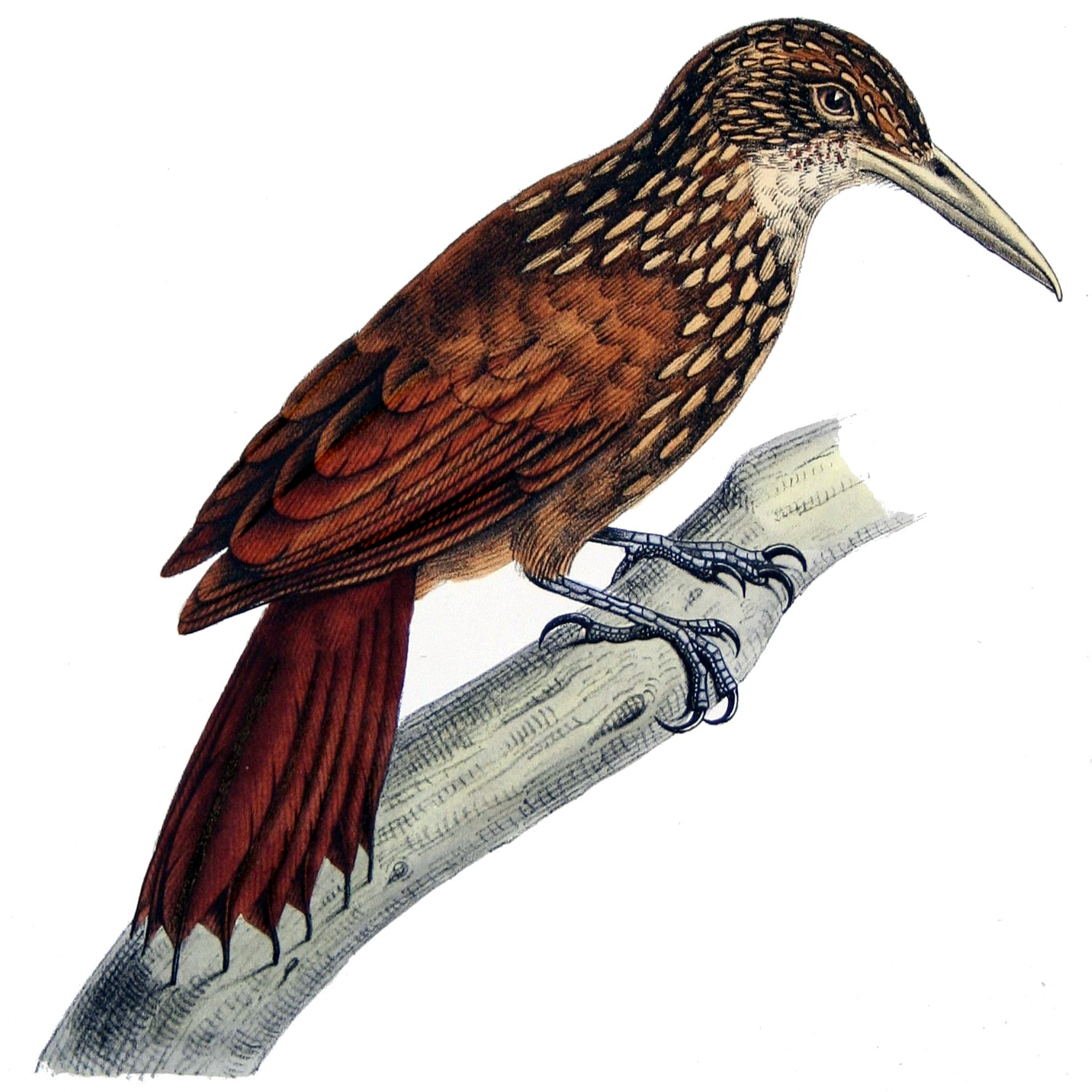
Dendrornis rostripalles = Xiphorhynchus guttatoides; ilustración de Castelnau, en Expédition dans les parties centrales de l'Amérique du Sud, de Rio de Janeiro à Lima et de Lima au Para, 1856

La taxonomía de la presente especie es compleja. Diversos autores y clasificaciones la trataron o todavía la tratan como perteneciendo al complejo trepatroncos pegón Xiphorhynchus guttatus. A veces se ha separado el «grupo guttatoides», de pico pálido y moteado crema, y el «grupo eytoni», de pico oscuro y moteado blanquecino, considerándolos las especies trepatroncos de Lafresnaye X. guttatoides y trepatroncos de pico oscuro X. eytoni. Aunque visualmente son bastante diferentes, estos dos grupos forman un solo clado, separado del «grupo guttatus», que en cambio está más próximo a Xiphorhynchus susurrans. 
Un estudio genético reciente corrobora los anteriores y sirve como base, junto a las diferencias morfológicas y de vocalización más sutiles, para las clasificaciones Aves del Mundo (HBW) y Birdlife International (BLI) tratar a X. guttatoides (incluyendo al «grupo eytoni») como especie separada. Otras clasificaciones, como el Congreso Ornitológico Internacional (IOC) y Clements checklist/eBird todavía consideran al «grupo guttatus/guttatoides/eytoni» como una única especie.

### Subespecies
Según las clasificación del IOC y Clements/eBird se reconocen cinco subespecies, con su correspondiente distribución geográfica:
- Grupo politípico guttatoides/dorbignyanus:
  - Xiphorynchus guttatoides guttatoides (Lafresnaye, 1850) – oeste de la Amazonia tanto al norte como al sur del río Amazonas, desde el sureste de Colombia (al sur desde Meta y Guainía), sur de Venezuela (oeste y sur de Amazonas) y este de Ecuador hacia el sur hasta el este y sureste de Perú, noroeste de Brasil (al este hasta el río Negro y río Madeira, al sur hasta el norte de Mato Grosso).
  - Xiphorynchus guttatoides dorbignyanus (Pucheran & Lafresnaye, 1850) – al sur de la cuenca amazónica, desde el norte y este de Bolivia (La Paz, Beni, Cochabamba, Santa Cruz) hacia el este hasta el centro este de Brasil (hasta el centro de Goiás).

- Grupo politípico eytoni:
  - Xiphorynchus guttatoides eytoni P.L. Sclater, 1854 – sureste de la Amazonia brasileña, desde el Río Tapajós hasta el oeste de Maranhão.
  - Xiphorynchus guttatoides vicinalis Todd, 1948 – Amazonia brasileña al sur del río Amazonas, desde el este del Río Madeira al Río Tapajós.
  - Xiphorynchus guttatoides gracilirostris Pinto & Camargo, 1957 – Serra de Baturité, Ceará, Brasil. Dudosamente distinta de eytoni.